# Glenea malasiaca
Glenea malasiaca är en skalbaggsart som beskrevs av Thomson 1865. Glenea malasiaca ingår i släktet Glenea och familjen långhorningar. Inga underarter finns listade i Catalogue of Life.